# Lachnaceae
Famille
La famille des Lachnaceae est une famille de champignons de l’ordre des Helotiales.

## Liste des genres
Selon Catalogue of Life (10 février 2019) :
- genre Arenaea
- genre Belonidium
- genre Capitotricha
- genre Dasypezis
- genre Dasyscyphus
- genre Erinella
- genre Erinellina
- genre Erioscypha
- genre Erioscyphella
- genre Evulla
- genre Geocoryne
- genre Lachnaster
- genre Lachnella
- genre Lachnum
- genre Neobulgaria
- genre Pezizellaster
- genre Pezoloma
- genre Rhizoscyphus
- genre Solenopezia
- genre Sphagnicola
- genre Trichopeziza
- genre Trichopezizella